# Trinidad och Tobago i olympiska vinterspelen 2002
Trinidad och Tobago deltog i Olympiska vinterspelen 2002. Trinidad och Tobagos trupp bestod av tre män. Alla deltog i tvåmanna bob, en var reserv.

## Trupp
| Namn            | Sport (Antal grenar) | Ålder |
| --------------- | -------------------- | ----- |
| Errol Aguilera  | Bob (1)              | 23    |
| Andrew McNeilly | Bob (1)              | 29    |
| Gregory Sun     | Bob (1)              | 39    |

## Resultat

### Bob
- Två-manna
  - Andrew McNeilly, Errol Aguilera och Gregory Sun - 37